# Zygophyllales
Zygophyllales is een botanische naam, in de rang van orde: de naam is gevormd uit de familienaam Zygophyllaceae. Een orde onder deze naam wordt zelden erkend door systemen voor plantentaxonomie, en ook niet door het APG-systeem (1998) en het APG II-systeem (2003).
In APG II wordt er wel opgewezen dat deze naam bestaat en beschikbaar is, mocht een dergelijke orde geaccepteerd gaan worden. De APWebsite, het Tree of Life web project en de NCBI-site accepteren deze orde daadwerkelijk en het is aannemelijk dat deze ook zal staan in de 3e editie van The Plant-book, waarop de Heukels zich baseert. De samenstelling is dan
- orde Zygophyllales
  - familie Zygophyllaceae
  - familie Krameriaceae

Ook APG III (2009) erkent zo'n orde.